# Crise hídrica no Brasil em 2020–2021
A crise hídrica de 2021 no Brasil teve como evento desencadeador a pior seca em 91 anos, que reduziu a níveis críticos os reservatórios das hidrelétricas do Centro-Oeste e do Sul, fontes de 70% da energia hidráulica do país, agravando a situação do país durante o enfrentamento a pandemia de COVID-19.
A crise teve impacto significativo na conta de luz dos consumidores, acionando o limite de cobrança da bandeira vermelha e a criação de uma nova bandeira da escassez hídrica.
O rio Paraná, o maior da região centro-sul atingiu níveis nunca vistos desde 1940. A seca provocou o esvaziamento do rio Paranapanema, na divisa dos estados de São Paulo e Paraná.
Em pronunciamento, o ministro de Minas e Energia Bento Albuquerque, fez apelo aos consumidores pra reduzir o consumo de energia para evitar um apagão. 

## Medidas tomadas pelo governo
Em janeiro de 2021, o ONS alertou que o país passava por período de muito baixa afluência, e que a estação úmida iniciada em outubro de 2020 não seria suficiente para recuperar os níveis baixos dos reservatórios. No período úmido entre novembro de 2020 e abril de 2021 foi registrado o menor volume de chuvas dos últimos 91 anos levando ao acionamento das usinas termelétricas, elevando o custo da energia.
Em maio de 2021, o nível dos reservatórios de Sudeste e Centro-Oeste era o mais baixo para o mês desde 2001, com nível médio de 32,10%. A bandeira tarifária passou de amarela para vermelha 1, provocando um aumento da conta residencial de 5,37%. Em junho, foi determinada a bandeira vermelha 2.
O governo editou a Medida Provisória nº 1.055/2021, de 28 de junho de 2021, criando a Câmara de Regras Excepcionais para Gestão Hidroenergética (Creg).
Entre as medidas adotadas pelo governo estavam um programa de economia de energia elétrica de 10 a 20% na administração pública federal até abril de 2022 e planos de racionamento voluntário com benefícios para empresas e famílias.
Em 1º de setembro de 2021, entrou em vigor uma nova bandeira da escassez hídrica substituindo a bandeira vermelha. Com a medida, a taxa extra foi elevada de R$ 9,49 para R$ 14,20 para cada 10 kWh consumidos, ocasionado um aumento nas contas de quase 7%. A nova bandeira, no entanto, não abrangia grandes consumidores, como indústrias.
Em 25 de outubro de 2021, foi realizado o leilão do PCS (Procedimento Competitivo Simplificado), com o objetivo de contratar energia para suprir eventual falta de capacidade do sistema. Como resultado, foram contratados 775,8 MWh, com o preço médio de R$ 1.563,61/MWh, com destaque para fontes de gás natural. A medida foi criticada pelo custo de até R$ 39 bilhões na conta de luz, o que poderia onerar a tarifa de energia elétrica em 4,5% em 3 anos.
Foi determinado pelo governo que a Eletrobras depositasse, de forma antecipada, em 2022, R$ 5 bilhões na conta de desenvolvimento energético, a qual é utilizada para dar desconto na conta de luz para consumidores de baixa renda, dentre outras funções.
Especialistas, no entanto, afirmavam que o governo demorou a tomar medidas, que deveriam ter sido tomadas três meses antes.

## Impactos econômicos
Em julho de 2021, inflação da energia elétrica residencial acumulada em doze meses havia subido 20,09%, de acordo com o Índice Nacional de Preços ao Consumidor Amplo (IPCA).
Em setembro de 2021, o presidente do Banco Central, Roberto Campos Neto, declarou que os reajustes da energia elétrica em razão das taxas extras anunciadas pelo governo como medida de controle do consumo da população estavam gerando forte impacto na inflação, que acumulava cerca de 9% em doze meses. Outros fatores que impactaram a inflação no período foram o preço dos combustíveis e dos alimentos, com a retomada da economia mundial na pandemia de covid-19.
A taxa Selic, um dos instrumentos do Banco Central para controle da inflação, estava em 4,25% ao ano em junho de 2021 e terminou o ano em 9,25%, a maior taxa de juros em quatro anos.
Em outubro de 2021, a alta acumulada da inflação da energia em 12 meses era de 28,82%.
A indústria, que ainda se recuperava dos efeitos da crise econômica provocada pela pandemia, precisou enfrentar o aumento nos custos da produção provocado pelo aumento no preço da energia.
A falta de chuvas afetou o setor do agronegócio, tendo sido esperada a primeira retração desde 2016, com quedas na produção do milho (-15,5%), algodão (-22%) e café (-22,6%).
Entre as estimativas da Confederação Nacional da Indústria (CNI), o custo mais alto da energia elétrica deverá resultar em perda de R$ 8,2 bilhões no Produto Interno Bruto (PIB) e na redução de R$ 7 bilhões no consumo das famílias.
O mercado de geradores e painéis solares foi aquecido no período com crescimento de 70% na demanda por fontes alternativas de geração de energia elétrica, como painéis solares e grupos geradores à combustão.

## Fim da crise
Com a retomada das chuvas a partir de 2021, houve melhora significativa do nível dos reservatórios do Sudeste e do Centro-Oeste, que estavam em 18% em setembro de 2021 e chegaram a quase 40% em janeiro de 2022.
A Aneel decretou o fim antecipado da cobrança da bandeira de escassez hídrica para 16 de abril de 2022.

## Ver Também
- Seca na Região Sudeste do Brasil em 2014–2017
- Crise hídrica no estado de São Paulo em 2014–2016
- Crise do apagão